# Basketbol'nyj klub UNICS
L'UNICS Kazan' (in russo e in tataro УНИКС) è una società cestistica avente sede nella città di Kazan', in Russia. Fondata nel 1991, gioca nel campionato russo.
Disputa le partite interne nella Basket-Hall Arena, che ha una capacità di 7.500 spettatori.

## Palmarès
- Coppa di Russia: 3

2002-2003, 2008-2009, 2013-2014

### Competizioni internazionali
- VTB United League: 1

2022-2023
- Eurocup: 1

2010-2011
- FIBA Europe League: 1

2003-2004
- Lega NEBL: 1

2002-2003

## Roster 2021-2022
Aggiornato al 31 marzo 2022.
|    | Naz.                   | Ruolo | Sportivo          | Anno | Alt. | Peso | Note |
| -- | ---------------------- | ----- | ----------------- | ---- | ---- | ---- | ---- |
| 0  | Italia (bandiera)      | P     | Marco Spissu      | 1995 | 184  | 80   |      |
| 4  | Stati Uniti (bandiera) | PG    | Lorenzo Brown     | 1990 | 196  | 89   |      |
| 6  | Russia (bandiera)      | G     | Georgij Žbanov    | 1997 | 197  | 95   |      |
| 8  | Russia (bandiera)      | G     | Vjačeslav Zajcev  | 1989 | 190  | 86   |      |
| 11 | Croazia (bandiera)     | AP    | Mario Hezonja     | 1995 | 203  | 100  |      |
| 12 | Russia (bandiera)      | C     | Artëm Klimenko    | 1994 | 214  | 114  |      |
| 13 | Russia (bandiera)      | AP    | Dmitrij Uzinskij  | 1993 | 200  | 90   |      |
| 23 | Nigeria (bandiera)     | C     | Tonye Jekiri      | 1994 | 213  | 103  |      |
| 31 | Russia (bandiera)      | AG    | Evgenij Valiev    | 1990 | 205  | 100  |      |
| 32 | Stati Uniti (bandiera) | G     | O.J. Mayo         | 1987 | 196  | 95   |      |
| 33 | Russia (bandiera)      | AG    | Andrej Voroncevič | 1987 | 207  | 107  |      |
| 34 | Croazia (bandiera)     | AG    | Željko Šakić      | 1988 | 204  | 105  |      |
| 40 | Russia (bandiera)      | C     | Ivan Lazarev      | 1991 | 210  | 105  |      |
| 42 | Stati Uniti (bandiera) | C     | William Mosley    | 1989 | 203  | 102  |      |
| 44 | Russia (bandiera)      | G     | Artëm Komolov     | 1993 | 194  | 91   |      |
| 92 | Stati Uniti (bandiera) | GA    | Jaron Johnson     | 1992 | 198  | 93   |      |

### Staff tecnico
| Allenatore: | Velimir Perasović                          |
| Assistenti: | Artur Bigeev, Milan Karakaš, Đorđe Varagić |